# Folila
| Recensione | Giudizio |
| ---------- | -------- |
| Rockol     |          |

Folila è il sesto album del duo maliano Amadou & Mariam, il titolo significa "strumento musicale" in lingua bambara.
L'album vanta numerose collaboratori tra cui Bertrand Cantat (ex frontman dei Noir Désir), la rapper Santigold, Jake Shears (Voce dei Scissor Sisters).

## Tracce
1. Dougou Badia (feat Santigold) -3:53
2. Wily Kataso (Feat Tunde & Kyp dei TV on the Radio) - 4:23
3. Oh Amadou (feat Bertrand Cantat) - 3:28
4. Metemya (feat Jake Shears dei Scissor Sisters - 3:54
5. Africa mon Afrique (feat Bertrand Cantat) - 3:40
6. C'est Pas Facile Pour Les Aigles - 2:40
7. Wari (feat Amp Fiddler) - 3:19
8. Sans Toi - 3:15
9. Mogo (feat Bertrand Cantat) - 3:34
10. Another Way (feat Bertrand Cantat) - 2:56
11. Bagnale (feat Abdallah Oumbadougou) - 3:29
12. Nebe Miri (feat Teophilius London) - 3:06
13. Chérie - 4:39

## Musicisti
Lista delle persone che hanno collaborato al album Folila:

### Miriam & Amadou
- Amadou Bagayoko (Composizione, chitarra, voce)
- Mariam Doumbia (Composizione, voce)

### Musicisti aggiuntivi
- Yvo Abadi -Basso, Batteria, Percussioni
- Tunde Adebimpe -Composizione, Voce
- Victor Axelrod -Tastiere
- Stuart Bogie -Sax (Tenore)
- Bertrand Cantat-Compositore, chitarra, Harmonica, Voce, coro
- Tony Cousins -Mastering
- Baubacar Dembélé -Djembe
- Boubacar Dembele -Balafon, Conga, Djembe,
- Vieux Dembélé -Djembe
- Yao Dembele -Basso, Percussioni
- Sidiki Diabate	-Kora
- Toumani Diabaté-Kora
- Ebony Bones -Composizione, Voce
- Amp Fiddler -Tastiera
- Ahmed Fofana -Basso, Flauto, Testiere
- Sanogo Foussn 	-Doum-doum
- Laurent Griffon -Basso
- Antoine Halet 	-Co-Engineer, chitarre, Mixing
- Bassekou Kouyate -Ngoni
- Christophe Millot -Clarinetto(Basso)
- Theophilus London-Composizione, Voce
- Kyp Malone -Composizione, Voce
- Manjul -Percussioni
- Jordan McLean -Tromba
- Santigold -Composizione, Voce
- Jake Shears-Composizione, Voce
- Idrissa Soumaro-Organo, Piano
- Jared Tankel 	-Sax (Baritono)
- Tanti Kouaté & Her Choir-Cori
- Nick Zinner -Chitarre
- Abdallah Oumbadougou -	Composizione, Voce

### Personale aggiuntivo
- Julien Bescond -A&R
- Josh Grant -Ingegnere del suono, Mixing
- Kennie Takahashi -Mixing
- Renaud Letang 	-Mixing
- Marc Antoine Moreau -A&R, Arrangiatore, Compositore, Produttore
- François Morel -Design
- Thomas Moulin 	-Assistente
- Benoît Peverelli -Fotografia